# 臺灣癭蚜
臺灣癭蚜（学名：Astegopteryx vandermeermohri）为扁蚜科刺額扁蚜屬下的一个种。